# Марущак Віктор Семенович
Віктор Семенович Маруща́к (нар. 2 червня 1946, Козова — пом. 12 березня 2021) — український балетмейстер.

## Біографія
Народився 2 червня 1946 у селі Козовій (тепер селище міського типу Тернопільського району Тернопільської області, Україна). Під час навчання в Олександрійській школі № 14 Кіровоградської області почав займатися в танцювальних гуртках. Впродовж 1965–1969 років очолював танцювальний колектив Будинку культури у місті Одександрії, одночасно навчався і 1969 року закінчив Кіровоградський педагогічний інститут.
У 1969—1980 роках працював керівником народного ансамблю танцю «Степівчанка» палацу культури «Ювілейний» у місті Новоукраїнці. З 1980 року — керівник заслуженого ансамблю танцю «Полісянка» Рівненського Будинку культури.
Помер 12 березня 2021 року.

## Творчість
Разом із «Полісянкою» брав участь у відкритті та закритті XXII-х Олімпійських ігор у Москві у 1980 році. Серед постановок:
- «Павлівська кадриль»;
- «Новоукраїнська полька»;
- «Василечки»;
- «Полісся вітає»;
- «Поліські витинанки»;
- «Хустина»;
- «Кумасі»;
- «Хвала рукам, що пахнуть хлібом»;
- «Любоньки»;
- «Ой там, на точку…»;
- «Гопак»;
- «Ремінець»;
- «Погоринські вечорки».

Був багаторазовим дипломантом багатьох всеукраїнських та міжнародних фольклорних фестивалів; головою журі хореографічних фестивалів Херсонської, Миколаївської, Львівської, Чернівецької, Кіровоградської областей та Автономної Республіки Крим.
Разом із колективами гастролював у Словаччині, Болгарії, Польщі, Білорусі, Румунії, Молдові, Угорщині, Литві, Німеччині, Італії, Франції.

## Відзнаки
Нагороджений орденом «За заслуги» ІІІ ступеня (2007; за значний особистий внесок у соціально-економічний, культурний розвиток Української держави, вагомі трудові досягнення);
почесні звання
- Заслужений працівник культури УРСР (1988; за вагомий внесок у розвиток та популяризацію хореографічного мистецтва)[1];
- Заслужений діяч мистецтв України (1999; за особистий внесок у розвиток національної культури і мистецтва, вагомі творчі здобутки)[1];
- Народний артист України (2009; за вагомий особистий внесок у збагачення національної культурно-мистецької спадщини, високу професійну майстерність та активну участь у проведенні Фестивалю мистецтв України)[1].